# Mango 24
Mango 24 – całodobowa telezakupowa stacja telewizyjna nadająca w latach 2002–2020, i według planów od 2025 Obecnie pasmo na niektórych kanałach TV.

## Historia
Stacja została uruchomiona przez Mango Media w 2002 roku. Sygnał stacji od razu pojawił się na platformie Cyfra+, później także w ofercie Cyfrowego Polsatu oraz platformy n. Mogli go odbierać także indywidualni odbiorcy telewizji satelitarnej, dzięki systemowi satelitarnemu Hot Bird, na którym stacja Mango 24 nadawała niekodowany przekaz. Stacja nadawała swój przekaz w Orange TV. Prócz tego TV Mango 24 dostępna była w telewizjach kablowych w Polsce.
Przez 24 godziny na dobę, na antenie Mango 24 nadawane były spoty przygotowane przez firmę Mango zajmującą się teleshoppingiem. W stacji reklamowały swoje usługi także zewnętrzne firmy. Po godz. 23:00 nadawane było w latach 2010–2017 pasmo erotyczne. 23 maja 2007 roku Grupa TVN przejęła 100% udziałów w Mango Media od Macieja i Doroty Bukowskich. Transakcja była warta 13 milionów euro.
Od 7 lutego 2008 roku na antenie Mango 24 prowadzony był program „Mango Live”, w którym prezentowane są informacje o marce biżuterii sprzedawanych na antenie. Program utrzymał się na antenie 3 miesiące. Program prowadzili prezenterzy stacji TVN Gra wraz z partnerami z Mango 24. Od 24 lutego 2010 roku na stronie internetowej Mango Media uruchomiony został przekaz strumienia wideo kanału Mango 24 na żywo. Od 1 stycznia 2010 do 30 czerwca 2014 kanał emitował program ezoteryczny Kosmica TV nadawany codziennie od 21:00 do 23:30 (od 1 lutego 2013 od 20:00 do 23:30).
Od 1 stycznia 2010 do 31 października 2017 Mango dzielił czas antenowy z programem erotycznym od 23:30 do 04:00. Od 2 kwietnia 2013 roku wprowadzono codzienny dwugodzinny tv-shopping na żywo pod nazwą Mango extra. Outlet: Zegarki, biżuteria, perfumy, moda, galanteria, chemia dom. użytku/-inne. Nadawany był do 1 lipca 2013 roku. Od 12 października 2017 roku ponownie emituje programy na żywo, w których prezentowane są najlepsze produkty w bardzo atrakcyjnych cenach (na początku w czwartki, powtórki we wtorki i niedziele, a następnie również premierowo we wtorki). Do 31 lipca 2020 program na żywo był emitowany w środy i piątki od 12:15 do 14:15 pod nazwą Mango Live. Z kolei we wtorki i czwartki od 12:15 do 14:15 emitowany jest Mango Outlet na żywo.
W sierpniu 2017  Grupa TVN sprzedała swoje udziały na rzecz Studio Moderna Polska Sp. z o.o., która prowadzi całodobowe kanały telezakupowe w Rosji, Ukrainie i Rumunii. Mimo tego nadal można było oglądać Telezakupy Mango na kanałach Grupy TVN do lutego 2021 roku.
6 maja 2020 kanał został usunięty z oferty Cyfrowego Polsatu, zaś 18 maja tego samego roku dołączył do kolejnych multipleksów Naziemnej Telewizji Cyfrowej: NTL Radomsko i MWE Networks.
Dnia 1 sierpnia 2020 kanał zakończył nadawanie, ale telezakupy Mango pozostały w niektórych kanałach telewizyjnych. Jego następcą został Super TV, którego właścicielem jest MWE Networks.
W sierpniu 2025 roku do informacji podano że kanał powróci pod szyldem Grupy Polsat Plus .

## Logo
| Okres                               | Opis | Logo |
| ----------------------------------- | --- | ---- |
| 1 marca 2002 – 31 grudnia 2009      | Ówczesne logo Mango, obok niej mała liczba 24. Logo stosowano w pomarańczowo-różowej ramce i żółtej ramce. |      |
| 1 stycznia 2010 – 31 lipca 2014     | Nowe logo Mango, obok loga liczba 24.                                                                      |      |
| 1 sierpnia 2014 – 21 listopada 2015 | Żółty prostokąt z napisem ,,mango'' i szary kwadrat z liczbą ,,24''.                                       |      |
| 22 listopada 2015 – 31 lipca 2020   | Żółty prostokąt z biało-żółtą linią oraz stylistycznym granatowym napisem ,,Mango'' na białym tle.         |      |